# Jerry Allison
Jerry Ivan Allison (Hillsboro, 31 agosto 1939 – Lyles, 22 agosto 2022) è stato un batterista, cantante e cantautore statunitense.
Allison era noto come batterista, nonché membro fondatore e unico membro fisso della band rock and roll The Crickets.
È stato autore di numerosi brani di successo del gruppo tra i quali Peggy Sue, That'll Be the Day e numerosi altri. Allison era anche noto per il suo innovativo modo di approcciarsi alla batteria, che influenzò il corso del rock e numerosi artisti a lui successivi.
Nella sua carriera ha collaborato con numerosi musicisti tra i quali gli Everly Brothers, Paul McCartney, Eric Clapton, Brian May e numerosi altri.

## Carriera
Nato in Texas, Allison si appassiona fin da subito alla musica.
Negli anni '50 conobbe Buddy Holly, il quale gli chiese di entrare nei Crickets come batterista ufficiale. Dopo aver rilasciato il primo album con il gruppo, The "Chirping" Crickets, Jerry prosegue parallelamente una carriera da musicista di sessione (lavorando tra gli altri per gli Everly Brothers) e nel 1958 pubblica da solista un brano rock and roll di discreto successo (sotto lo pseudonimo Ivan) dal titolo Real Wild Child, cover del brano originariamente scritto da Johnny O'Keefe.
Dopo la morte di Buddy Holly, avvenuta nel 1959, Allison proseguì la sua attività musicale con la band, rimanendo l'unico membro sempre presente in tutte le formazioni dei Crickets fino al loro scioglimento avvenuto nel 2016.

## Peggy Sue
La canzone Peggy Sue, diventata uno standard rock and roll, era ispirata alla sua prima moglie Peggy Sue Gerron (1940-2018). Il brano era una richiesta da parte di Allison di tornare insieme dopo una rottura nella loro relazione. I due successivamente divorziarono.
Il brano è stato inciso negli anni da una grande quantità di artisti, tra i quali i Beach Boys, Don McLean e John Lennon. La rivista Rolling Stone ha inserito la canzone nella lista dei migliori 500 brani della storia della musica.

## Vita privata
Dopo il divorzio da Peggy Sue, Allison si sposò in seconde nozze con Joanie Sveum, i due rimasero insieme fino alla morte di lui.
È morto nella sua casa del Tennessee il 22 agosto 2022, di cancro.